# Johan Lindström (musiker)
Johan Lindström, född 9 maj 1972, är en musiker, kompositör, arrangör och skivproducent baserad i Stockholm, Sverige. Han har arbetat professionellt sedan 1991 som musiker med gitarr, piano och pedal steel som huvudinstrument. Lindström har samarbetat och uppträtt på scen med artister som Tonbruket, Rebecka Törnqvist, Ane Brun, Elvis Costello, Patty Smith, Nils Petter Molvaer, Sly & Robbie, Loney Dear, Graveyard, Susanne Sundføer, Anna Ternheim, Freddie Wadling, Ebbot Lundberg, Edda Magnason, Christian Kjellvander och Goran Kajfes.

## Verksamhet
Som en kompositör skriver han instrumental musik för den progressiva jazzgruppen Tonbruket och för Johan Lindström Septett och andra skivartister som Rebecka Törnqvist (Home Secretary) och Ane Brun (outro of the song "Last Breath", album). Lindström började även producera musikalbum i slutet av 1990-talet. 
1998 blev han en medlem i Per "Texas" Johanssons band som pedalsteel-musiker där han träffade basisten Dan Berglund. De bildade gruppen "Tonbruket" 2009 tillsammans med pianisetn Martin Hederos och trummisen Andreas Weerlin. Tonbruket har givit ut sex album. Fyra av dessa album har fått en Grammis-utmärkelse i kategorin "Jazz".
2017 bildade han gruppen ”Johan Lindström Septett” med Per "Texas" Johansson (sax och träblås), Jonas Kullhammar (sax), Konrad Agnas (trummor), Torbjörn Zetterberg (bas), Mats Äleklint (trombon) and Jesper Nordenström (orgel och piano). Det första albumet, "Music for Empty Halls", gavs ut 2018. 
Det andra, "On the Asylum", kom ut 2021. 
2019 började Lindstrom komponera ett stycke för trumpet, pedal steel och Blåsarsymfonikerna (tidigare Stockholms läns blåsarsymfoniker) som kom att heta ”Music for Valves and Pedals,” med trumpetaren Jonas Lindeborg som gäst.
2020 blev Lindstrom ”Composer in Residence” för Norrbotten Big Band där han komponerade 80 minuter musik för storbandet. Musiken har enlingt Lindström inspirerats av Kurt Weill, Raymond Scott, Jan Johansson, Dmitrij Sjostakovitj, Perez Perado och är planerad att ges ut under April, 2021.

## Utmärkelser och priser
- 2010 – Grammis (2011) för albumet Dan Berglund's Tonbruket (av Tonbruket)
- 2011 – Grammis (2012) för albumet Dig it to the End (av Tonbruket)
- 2013 – Grammis (2014) för albumet Nubium Swimtrip (av Tonbruket)
- 2016 – Grammis (2017) för albumet Forevergreens (av Tonbruket)
- 2018 – Grammis (2019) nominering för albumet Music for Empty Halls (av Johan Lindström Septett)
- 2019 – Grammis (2020) nominering för albumet Masters of Fog (av Tonbruket)
- 2021 – Grammis (2021) för albumet On the Asylum (av Johan Lindström Septett)

## Diskografi
- Tonbruket: Dan Berglunds Tonbruket (2010)
- Tonbruket: Dig it to the End (2011)
- Tonbruket: Nubium Swimtrip (2013)
- Tonbruket: Forevergreens (2016)
- Rebecka Törnqvist with Johan Lindström: Home Secretary (2017)
- Tonbruket: Live Salvation (2018)
- Johan Lindström Septett: Music for Empty Halls (2018)
- Tonbruket: Masters of Fog (2019)
- Johan Lindström Septett: On the Asylum (2021)
- Rebecka Törnqvist with Johan Lindström: Memo (2022)

## Skivproducent
Som skivproducent och medproducent:
- Johan Lindström Septett: Music for Empty Halls, On the Asylum
- Tonbruket: Masters of Fog, Live Salvation, Nubium Swimtrip, Dig it to the end, Forevergreens
- Rebecka Törnqvist: Home Secretary, Melting into Orange, The cherry blossom, Memo
- Sofie Livebrandt: Emely and I, Lighthouse Stories
- Edda Magnason: Woman Travels Alone
- Totta Näslund: In the Basement, 7 – På drift, 5 – Turnén, 6 – Bortom månen och Mars, Dylan
- Nina Kinert: Pets & Friends
- Freddie Wadling: Jag är monstret, The Dark Flower
- Graveyard: Innocence and Decadence
- Kristofer Åström: Zinkadus
- Daniel Lemma: Dreamers and Fools
- Anders Widmark: Carmen
- Pugh Rogefeldt: Maraton
- Svante Thuresson: Vi som älskar och slåss
- Selfish: Wanting You Would Be
- Peter Lindberg: A Good Night Became a Good Day

## Musikarrangör
- Tonbruket: The Enders, Enter the Amazonas (album)
- Ane Brun: Last Breath (album), Sonet 138 (album), Trust (album), "Undertow Orchestra version" (livekonsert),
- Freddie Wadling: Jag är monstret (album)
- Ebbot Lundberg: med Sveriges Radios Symfoniorkester (livekonsert)
- Anna Ternheim: Lovers Dream Naked version med Sveriges Radios Symfoniorkester (livekonsert)
- Rebecka Törnqvist: Melting into Orange (album), The Cherry Blossom (album)
- Edda Magnason med Norrbotten Big Band (album)
- Svante Thuresson: Vi som älskar och slåss (album)